# Chroom-vanadiumstaal

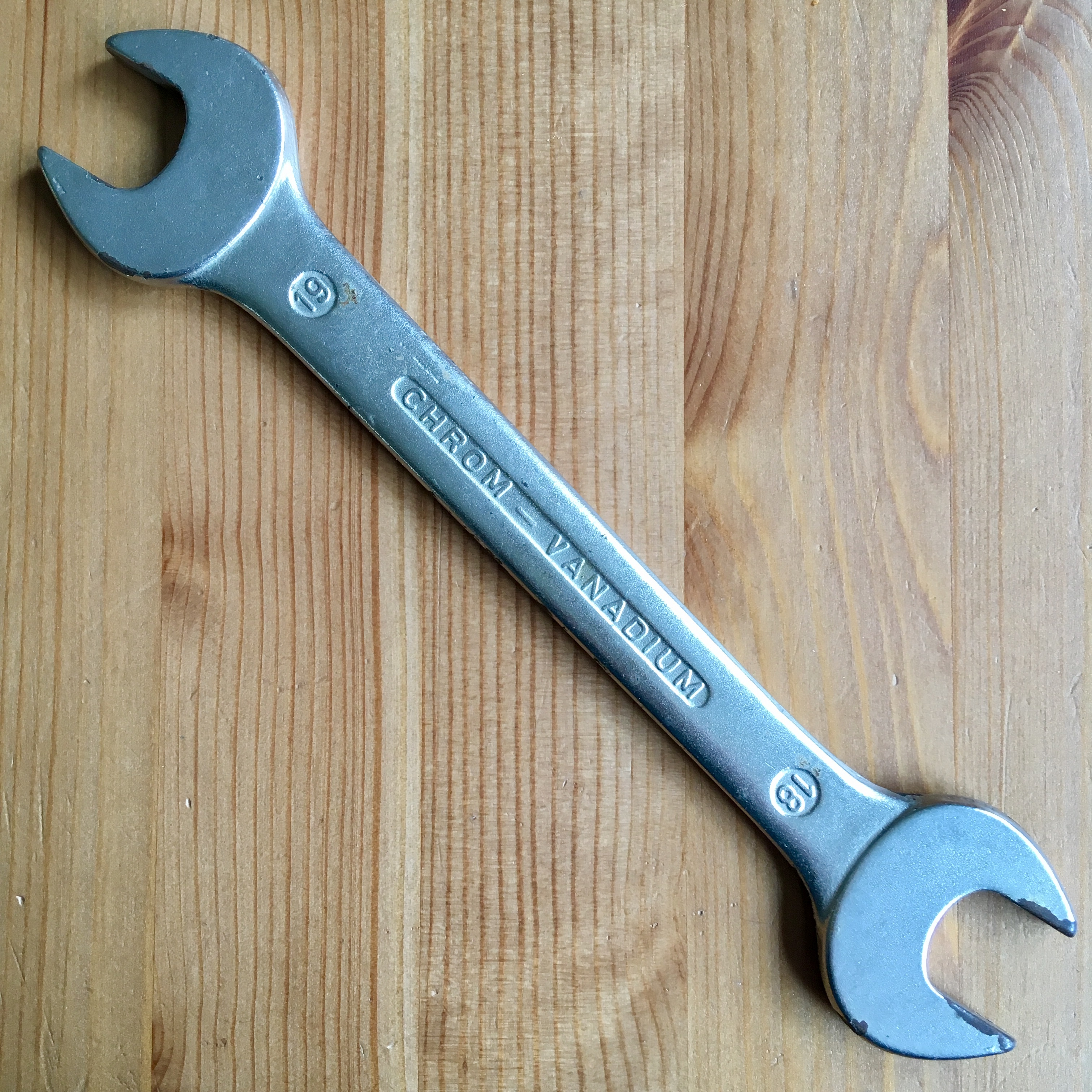
Een steeksleutel van chroom-vanadiumstaal

Chroom-vanadiumstaal (symbool Cr-V of CrV) is een legering van staal die naast het gebruikelijke koolstof ook chroom en vanadium bevat. Deze elementen zorgen er voor dat het staal harder wordt, en daarmee de kwaliteit bevorderen. Tevens zorgt het chroom er voor dat het staal beter beschermd is tegen corrosie en oxidatie. Chroom-vanadiumstaal wordt onder meer toegepast in gereedschappen zoals moersleutels en ratels.
Het chroomgehalte ligt tussen de 0,4% en 1,2%, het vanadiumgehalte tussen de 0,1% en 0,15%. Verder zijn voornamelijk silicium (0,15-3%), mangaan (0,4-1%), fosfor (0,035%) en zwavel (0,04%) opgenomen in het materiaal.